# Dalseong-gun
Dalseong-gun (koreanska: 달성군) är en landskommun  i staden och provinsen Daegu i den centrala delen av Sydkorea, 240 km sydost om huvudstaden Seoul.
Landskommunen består av två geografiskt separata områden; ett väster om centrala Daegu och ett söder om centrala Daegu. Den indelas administrativt i sex köpingar (eup) och tre socknar (myeon): 
Dasa-eup,
Gachang-myeon,
Guji-myeon,
Habin-myeon,
Hwawon-eup,
Hyeonpung-eup,
Nongong-eup,
Okpo-eup och
Yuga-eup.